# Proepipona falcata
Proepipona falcata är en stekelart som först beskrevs av Albert Tullgren 1904.  Proepipona falcata ingår i släktet Proepipona och familjen Eumenidae. Inga underarter finns listade i Catalogue of Life.